# Дадар (ритуальная стрела)

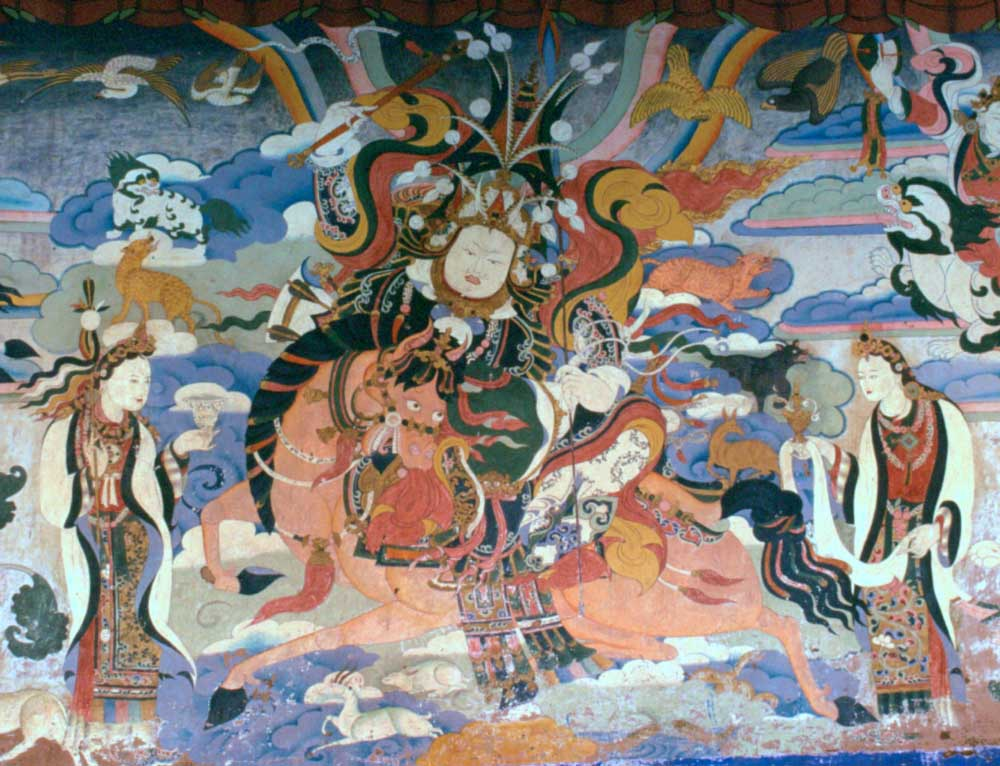
Дадар в правой руке Гэсэра

Дадар (Вайли: mda' dar, «шёлковая стрела»), также дамо (Вайли: mda' mo, «стрела предсказаний») — ритуальная стрела, используемая в тибетском буддизме, религии бон и дзогчене. Считается символом жизненной силы.

## Значение символа
В иконографии стрела символизирует концентрацию внимания и осознание. Дадар представляет собой стрелу с металлическим или деревянным древком, к которой привязаны пять цветных лент.
Своим древком дадар символизирует жизненную силу человека как «активного принципа изначального состояния». К стреле привязаны пять разноцветных шёлковых лент — белая, жёлтая, зелёная, красная и синяя. Каждая ленточка символизирует соответствующий первоэлемент и представляет одного из Дхьяни-будд:
- Белая — Вайрочана, пространство.
- Голубая — Акшобхья, вода.
- Красная — Амитабха, огонь.
- Жёлтая — Ратнасамбхава, земля.
- Зелёная — Амогхасиддхи, воздух.

Трепет ленточек соответствует непрерывному движению элементов, несомых жизненной силой, что позволяет телу развиваться и обновляться. К стреле также может быть прикреплено зеркало, мелонг, которое символизирует «всеобъемлющую природу изначального состояния».

## Использование в ритуалах и практиках
Дадар используется в различных ритуалах и практиках, начиная от свадебных церемоний и предсказаний, и заканчивая тантрическими практиками долголетия и устранения препятствий для жизни.
Исследователь тибетской живописи Роберт Бир следующим образом описывает один из примеров использования дадара для ритуала предсказания:

Один из методов предсказаний с использованием стрел начинается с встряхивания цилиндрического футляра, наполненного пронумерованными стрелами. Когда стрела выпадает из контейнера, её номер отыскивается в книге предсказаний и затем прямой или метафорический ответ из текста истолковывается мастером гадания применительно к конкретной ситуации. Эта форма предсказания происходит от китайской системы прорицания, использующей вместо стрел стебли тысячелистника.

## В иконографии
Дадар используется в иконографии тибетского буддизма:
- Амитаюс (божество долгой жизни), изображаемый в форме яб-юм, держит в руках сосуд с амритой и дадар, как символ контроля над жизненными элементами,
- Падмасамбхава,[3]
- Мандарава, ученица и супруга Падмасамбхавы, на изображениях держит в руках дадар.
- Гэсэр.[3]
- Церингма.[3]

## Разновидности
Существуют следующие разновидности дадаров, или стрел для прорицания:
- «шёлковая стрела долголетия» (Вайли: thse sgrub mda' dar)
- «благоприятная шёлковая стрела» (Вайли: gyang sgrub mda' dar)
- «привлекающая богатство шёлковая стрела» (Вайли: nor sgrub mda' dar)
- «шёлковая стрела бога огня» (Вайли: me lha 'bod pa’i mda' dar)
- «шёлковая стрела бога ветра» (Вайли: rlung lha’i mda' dar)
- «стрелы духов» — используются в специальных ритуалах подчинения духов, которые в тибетском буддизме делятся на восемь классов.